# 门冬酰胺酶
門冬醯胺酶（英語：asparaginase），又名天冬酰胺酶或天门冬酰胺酶，是一種可作為藥物，也可用於食品製造的酵素。作為藥物時，是將L-門冬醯胺酶（左旋門冬醯胺酶）用於治療急性淋巴性白血病 (ALL) 和淋巴芽細胞型淋巴瘤（LBL）。給藥方式有靜脈注射及肌肉注射兩種。 此外，也有使用聚乙二醇修飾（化學修飾）的版本，以改善藥物特性（延長藥物在人體內的停留時間）。在食品製造中，它的用途為將丙烯醯胺降低 - 丙烯醯胺為一種疑似致癌物質。國際癌症研究機構（IARC）將丙烯醯胺歸類為2A物質，表示其在動物實驗中已證實有致癌性，對人類可能具有致癌風險。世界衛生組織（WHO）認為，由於丙烯醯胺的致癌機制複雜，且人體暴露情況多樣，因此目前還無法確定一個絕對安全的攝取量，但建議盡量減少高溫烹調富含碳水化合物食物的頻率，以降低暴露風險。
注射此藥物後常見的副作用有過敏反應、胰臟炎、凝血問題、高血糖、腎臟問題和肝臟功能障礙。個體於懷孕期間使用可能會傷害胎兒。用於食品生產通常被認為屬於安全。門冬醯胺酶的作用是分解一種稱為天門冬醯胺的氨基酸，癌細胞在沒有天門冬醯胺的情況下就無法製造所需的蛋白質，而會凋亡。
由菊歐文氏菌生產的門冬醯胺酶（重組）最常見的非血液學不良反應有肝功能檢查異常、噁心、肌肉骨骼疼痛、感染、疲勞、頭痛、發燒性嗜中性白血球減少症、發燒、出血、口腔炎、腹痛、食慾下降、藥物過敏、高血糖、腹瀉、胰臟炎和低血鉀。當此藥物與化學治療聯合治療急性淋巴性白血病與淋巴芽細胞型淋巴瘤時，最常導致的副作用是肝臟檢查異常、噁心、肌肉骨骼疼痛以及疲勞。
門冬醯胺酶於1978年在美國被批准用於醫療用途。它已被列入世界衛生組織基本藥物標準清單之中。此物質通常由大腸桿菌或是菊歐文氏菌生產而得。

## 藥物開發過程
醫界經歷多年進行代號為JZP-458的專案以治療急性淋巴性白血病，最終取得重大進展。於1963年確定門冬醯胺酶（ASNase）為有效的藥物，隨後藥界致力利用細菌生產，擴大產量後用於臨床試驗。由細菌生產的門冬醯胺酶用於臨床測試始於1966年，由大腸桿菌生產的門冬醯胺酶於1978年獲得美國食品藥物管理局（FDA）批准用於治療急性淋巴性白血病。
隨著醫界對於門冬醯胺酶治療方案越深入研究，發現不同製劑會表現出不同的藥物動力學特性，因而需要量身定制的給藥計劃。這項認識促使研究者作進一步的臨床試驗來表徵各種門冬醯胺酶的治療結果。接著將大腸桿菌門冬醯胺酶加以聚乙二醇修飾，成品於1994年被批准作為治療急性淋巴性白血病的二線藥物，再於2006年被批准作為一線藥物。另一種變異體 - 菊歐文氏菌門冬醯胺酶於1985年在英國獲得醫療用途授權，又於2011年獲得FDA的批准。
前述的進展對急性淋巴性白血病治療策略和方案產生重大影響，如兒童腫瘤學組組織(COG) 和門冬醯胺酶主要治療方案（Erwinaze Master Treatment Protocol（EMTP） ） 等倡議即可證明。 COG和EMTP兩項為使用門冬醯胺酶治療急性淋性白血病的完善和優化方面提供不少貢獻。
門冬醯胺酶在治療急性淋巴性白血病上的應用， 隨著對不同製劑藥物動力學特性有更深入的了解，而取得顯著的進展。醫界現在能夠更精確地預測不同製劑在患者體內的作用效果和持續時間，而量身定制最佳的治療方案。聚乙二醇修飾的大腸桿菌A門冬醯胺酶以及菊歐文氏菌門冬醯胺酶獲准用於醫療用途後，為急性淋巴性白血病的治療提供新的選項。而持續進行的研究和臨床試驗以更深入了解病理機制，促使開發出更有效的治療策略。

## 用途
門冬醯胺酶可用於醫療以及工業生產用途。

### 醫療
製作醫用門冬醯胺酶的主要來源是大腸桿菌菌株。 於1998年上市的品牌製劑（具有不同的化學和藥理學特性）有Medac、Ciderolase和Oncaspar。:5品牌為Crasnitin的產品已停產。Spectrila是一種重組大腸桿菌門冬醯胺酶。
由菊歐文氏菌生產的門冬醯胺酶稱為crisantaspase (英國批准名稱（BAN）)，在英國的商品名稱為Erwinase。
以Elspar品牌銷售的大腸桿菌門冬醯胺酶，用於治療急性淋巴性白血病，也用於治療一些肥大細胞腫瘤。
FDA於2006年7月批准使用門冬醯胺酶作為多藥化療方案中的一種一線藥物，以治療急性淋巴性白血病患者。陪門冬醯胺酶已先前已1994年2月被批准用於治療對天然L-門冬醯胺酶過敏的急性淋巴性白血病患者。
FDA於2018年12月批准使用Calaspargase pegol（一種門冬醯胺特異性酶）作為多藥化療方案中的一種藥物，用於治療年齡在1個月至21歲的兒童和年輕成人患者的急性淋巴性白血病。這種新產品比市面既有的陪門冬醯胺酶能提供更長的使用劑量間隔時間。 Calaspargase pegol已取得FDA的孤兒藥認證。
FDA於2021年6月批准一菊歐文氏門冬醯胺酶作為多藥化療方案中的一種藥物，用於治療年齡在1個月或以上對大腸桿菌門冬醯胺酶過敏的急性淋巴性白血病患者。FDA經由快速通道批准此菊歐文氏門冬醯胺酶的醫療用途申請，以及孤兒藥的認證。
在歐盟，門冬醯胺酶 (商品名稱Enrylaze) 被指定為治療急性淋巴性白血病及淋巴芽細胞型淋巴瘤的多藥化療方案中的一種藥物。

### 食品製造
最常見的門冬醯胺酶工業用途是用作食品的加工助劑，以減少澱粉類食品（如零食、餅乾和炸馬鈴薯）中的丙烯酰胺（一種可疑致癌物）的形成。

## 藥物副作用
使用門冬醯胺酶作為藥物時，主要副作用為過敏或超敏反應，有可能發展到過敏性休克的程度。此外，由於它會減少蛋白質合成（包括凝血因子合成和抗凝血因子），可能會發生與凝血病有關的出血或血栓事件（如中風）。骨髓抑制很常見，但僅為輕度至中度，很少達到有臨床意義的程度，且很少需要治療。

## 作用機轉

### 用作食品加工助劑
丙烯酰胺通常在澱粉類食物的烹調加熱過程中形成。梅納反應讓烘焙或油炸食品呈現棕色，有脆的外皮和烘焙風味，也會產生丙烯醯胺和一些雜環胺等疑似致癌物。在烘烤或煎炸食物之前添加門冬醯胺酶可讓門冬酰胺無法參與美拉德反應，而顯著減少丙烯醯胺形成。
門冬醯胺酶可有效降低澱粉類產品中丙烯酰胺的含量，而不會將味道和外觀改變。

### 用作藥物
門冬酰胺酶催化L-門冬醯胺，將其轉化為門冬氨酸和氨，剝奪淋巴性白血病細胞賴以生存的門冬醯胺而導致其蛋白質合成受阻，細胞分裂停止，最終凋亡。這種治療方式在臨床上被廣泛應用於急性淋巴性白血病的治療，並取得良好的效果。

## 歷史
醫界於1953年開始將門冬醯胺酶作為抗癌藥物以進行研究和開發，當時科學家首次觀察到大鼠和小鼠的淋巴瘤在用豚鼠血清治療後有所消退。後來發現造成腫瘤消退的並非血清本身，而是門冬醯胺酶。
研究人員對不同種類的門冬醯胺酶進行比較後發現，源自大腸桿菌和菊歐文氏菌的門冬醯胺酶具有最佳抗癌能力。大腸桿菌因易於大量生產而成為製造門冬醯胺酶的主要來源。
門冬醯胺酶於1978年首次在美國被批准用於醫療用途。

## 社會與文化

### 經濟學
一般門冬醯胺酶的成本低於聚乙二醇修飾的培門冬醯胺酶。然而由於前者在人體內停留的時間較短，因此需要進行較多次注射，導致後者的總治療成本反而可能會較低。

### 名稱和同義詞
- Crisantaspase是從菊歐文氏菌生產的門冬醯胺酶的英國批准名稱 (BAN)。
- Colaspase是從大腸桿菌生產的門冬醯胺酶的英國批准名稱。[37][19][20]
- 美國採用名稱中的crisantaspase指的是菊歐文氏菌中取得的門冬醯胺酶。[37]
- Elspar、Kidrolase、Leunase和Spectrila是大腸桿菌中生產門冬醯胺酶的商用品牌名稱，而
- Erwinase和Erwinaze是菊歐文氏菌中生產門冬醯胺酶的品牌名稱。[37]
- Oncaspar是陪門冬酰胺酶的商用品牌名稱。[37]

同義名詞：(1) crisantaspase biobetter JZP-458、(2) RC-P JZP-458、(3) 重組菊歐文氏菌門冬醯胺酶JZP-458、(4) 重組菊歐文氏菌門冬醯胺酶和(5) 重組菊歐文氏菌門冬醯胺酶JZP- 458。
美國採用名稱:Rylaze，及代號：(1) JZP 458、(2) JZP-458、(3) JZP458和 (4) PF743。

## 外部連結
- Template:ELM
- 醫學主題詞表（MeSH）：Asparaginase
- Clinical trial number NCT04145531 for "An Open-Label Study of JZP-458 (RC-P) in Patients With Acute Lymphoblastic Leukemia (ALL)/Lymphoblastic Lymphoma (LBL)" at ClinicalTrials.gov

門冬醯胺酶